# Caledothele elegans
Espèce
Caledothele elegans est une espèce d'araignées mygalomorphes de la famille des Euagridae.

## Distribution
Cette espèce est endémique de Nouvelle-Calédonie. Elle se rencontre sur le mont Mou.

## Description
La femelle holotype mesure 11 mm

## Publication originale
- Raven, 1991 : A revision of the mygalomorph spider family Dipluridae in New Caledonia (Araneae). Zoologia Neocaledonica, Vol. 2. Mémoires du Muséum national d'Histoire naturelle, sér. A vol. 149, p. 87-117 (texte intégral).